# سالومون حكيم
سالومون حكيم (بالإسبانية: Salomón Hakim)‏ هو جراح كولومبي، ولد في 4 يونيو 1922 في بارانكيا في كولومبيا، وتوفي في 5 مايو 2011 في بوغوتا في كولومبيا.